# Hebelius Potter
Hebelius (Haebele) Potter (* 1768 in Dokkum, Provinz Fryslån, Niederlande; † 18. April 1824 Surabaya, Java, damals Niederländisch-Indien, heute: Indonesien) war ein friesischer Prediger und Reiseautor.

## Leben
Potter ging im Jahre 1795 in eine freiwillige, innere Verbannung aufgrund der jakobinischen Umtriebe in Nordwestfriesland. Auch im Ausland wurde er gleichfalls mit Gewalttaten konfrontiert. Auf seiner ersten Reise nach Südafrika nahm er an einer Seeschlacht zwischen englischen und französischen bzw. holländischen Schiffen teil. Er wurde als Kriegsgefangener nach Plymouth und später nach London gebracht. Dort ging er im Jahre 1806 in den Dienst der Holländischen Gemeinde. Wieder zurück in den Niederlanden wurde er 1807 Hilfsprediger in Amsterdam.
In der Zeit vom 11. Juni 1810 bis 1818 war Potter Pfarrer in Hanau. Möglicherweise hielt er sich bereits im Jahre 1809 in Hanau auf. Am 30. Oktober 1813, dem Tag der Schlacht bei Hanau, musste er sich vor den französischen Truppen verstecken.
Nach 1818 zog Potter nach Niederländisch-Indien, wo er 1824 starb. Seine Frau, A. Visscher, starb am 10. Februar 1856 und liegt in Probolingo begraben.

## Werke
- Lotgevallen En Ontmoelingen Op Eene Mislukte Reize Naar de Kaap de Goede Hoop in de Jaaren 1804, 1805 En 1806 In: Brieven Aan Eenen Vriend, Volumes 1-2
- Wandelingen en kleine reizen door sommige gedeelten van het vaderland, deel I en II, A.B. Saakes, Amsterdam 1808–1809
- Die beschauliche Reise des Hebelius Potter durch das Gebiet des Schwarzen Brack im Jahre 1808: Die Eindeichung
- Reise durch einen Großen Theil von Süd-Holland in den Jahren 1807/1808, T. F. Erdmann, Leipzig 1810
- Hebelius Potters Reise durch die alten und neuen östlichen Provinzen des Königreichs Holland nach dem Herzogtum Oldenburg, geschrieben im Jahr 1808, Wien 1811
- Reize van Amsterdam naar Hanau, door een groot gedeelte van Duitschland, gedaan in den jare 1810
- Wandelingen en kleine reizen in den omtrek van Hanau, Frankfort en andere voorname gedeelten van Duitschland door H.Potter, A.B. Saakes 1811
- Vruchten der eenzaamheid, Groningen 1819 und folgende: 4 Teile, darin u. a. enthalten: Reizen door de Wetterau en langs den Lahnstroom; Verhaal van det voorgevallene in en bij Hanau, in de maanden October en November 1813; Amsterdam 1814